# 류이쥔
류이쥔(중국어: 刘奕君, 병음: Liu Yijun, 한자음: 류혁군, 1970년 6월 12일 ~ )은 중화인민공화국의 배우이다.

## 출연작

### 드라마
- 2014년 CCTV-1 제일특약극장 《부모애정》 - 오양이 역
- 2014년 동방 위성 텔레비전 주파극장 《대장부》 - 자오선생 역
- 2014년 베이징 텔레비전 품질극장 《북평무전사》 - 류윈 역
- 2015년 후난위성텔레비전 금응독파극장 《위장자》 - 왕천풍 역
- 2015년 동방 위성 텔레비전 동방극장 《랑야방》 - 사옥 역
- 2015년 동방 위성 텔레비전 주파극장 《타래료, 청폐안》 - 페이즈 역
- 2015년 CCTV-1 제일특약극장 《온주량가인》 - 쉬성티엔 역
- 2015년 동방 위성 텔레비전 동방극장 《미월전》 - 당매 역
- 2016년 CCTV-1 제일특약극장 《팽덕부원수》 - 하이판 역
- 2016년 안후이 위성 텔레비전 해돈제일극장 《치아문종장서거적청춘》 - 저우취 역
- 2017년 산동 위성 텔레비전 화양극장 《와저귀래》 - 리엔종 역
- 2017년 저장 위성 텔레비전 중국람극장 《외과풍운》 -  양판 역
- 2017년 동방 위성 텔레비전 주파극장 《취영롱》 - 원안 역
- 2018년 후난위성텔레비전 금응독파극장 《원대전정》 - 장만림 역
- 2018년 장쑤 위성 텔레비전 행복극장 《서언》 - 히로우미 역
- 2018년 유쿠 웹드라마 《양릉전》 - 홍치제 역
- 2018년 저장 위성 텔레비전 중국람극장 《등홍년대》 - 니에완펑 역
- 2018년 저장 위성 텔레비전 주파극장 《부요황후》 - 제진 역
- 2019년 저장 위성 텔레비전 중국람극장 《일장우견애정적여행》 - 이기봉 역
- 2019년 아이치이 웹드라마 《무주지성》 - 천리 역
- 2019년 아이치이 웹드라마 《검왕조》 - 형왕 역
- 2020년 동방 위성 텔레비전 동방극장 《엽호》 - 왕백림 역
- 2020년 아이치이 웹드라마 《십일유희》 - 선후이 역
- 2020년 베이징 텔레비전 품질극장 《연운대 : 태후천하》 - 소사온 역
- 2021년 후난위성텔레비전 금응독파극장 《이상조요중국》 - 사오리쯔 역
- 2021년 CCTV-8 황금강당극장 《생활가》 - 바이요신 역
- 2021년 동방 위성 텔레비전 동방극장 《소흑풍폭》 - 허용 역
- 2021년 망고 TV 웹드라마 《쌍면신탐》 - 위안쉬칭 역
- 2021년 베이징 텔레비전 품질극장 《공훈》 - 첸쉐썬 역
- 2022년 텐센트 웹드라마 《개단 : RESET》 - 장청 역
- 2022년 CCTV-8 황금강당극장 《관우당의생적일절》 - 구잉슝 역
- 2022년 유쿠 웹드라마 《빙우화: 마약 전쟁》 - 양흥권 역
- 2022년 CCTV-8 《대신적여아》 - 농잔산 역
- 2022년 후난위성텔레비전 망고질풍극장 《장위국적하천》 - 린홍니엔 역